# Parmularia cylindrica
Parmularia cylindrica är en mossdjursart som beskrevs av Ferdinand Canu och Ray Smith Bassler 1929. Parmularia cylindrica ingår i släktet Parmularia och familjen Parmulariidae. Inga underarter finns listade i Catalogue of Life.